# Berilio
El berilio es un elemento químico de símbolo Be, número atómico 4 y masa atómica  9.01218. Es un elemento alcalinotérreo bivalente, tóxico, de color gris, duro, ligero y quebradizo. Se emplea principalmente como endurecedor en aleaciones, especialmente de cobre.

## Aplicaciones
- Elemento de aleación, en aleaciones cobre-berilio con una gran variedad de aplicaciones.
- En el diagnóstico con rayos X se usan delgadas láminas de berilio para filtrar la radiación visible, así como en la litografía de rayos X para la reproducción de circuitos integrados.
- Moderador de neutrones en reactores nucleares.
- Por su rigidez, ligereza y estabilidad dimensional, se emplea en la construcción de diversos dispositivos como giroscopios, equipo informático, muelles de relojería e instrumental diverso.
- El óxido de berilio se emplea cuando son necesarias elevar la conductividad térmica y propiedades mecánicas, punto de fusión elevado y aislamiento eléctrico.
- Antaño se emplearon compuestos de berilio en tubos fluorescentes, uso abandonado por la beriliosis.
- Fabricación de tweeters en altavoces de la clase High-End, debido a su gran rigidez.

El principal uso del berilio metálico se encuentra en la manufactura de aleaciones berilio-cobre y en el desarrollo de materiales moderadores y reflejantes para reactores nucleares. La adición de un 2 % de berilio al cobre forma una aleación no magnética seis veces más fuerte que el cobre. Estas aleaciones berilio-cobre tienen numerosas aplicaciones en la industria de herramientas ya que no producen chispas, en las partes móviles críticas de aviones, así como en componentes clave de instrumentos de precisión, computadoras mecánicas, reveladores eléctricos y obturadores de cámaras fotográficas. Martillos, llaves y otras herramientas de berilio-cobre se emplean en refinerías petroleras y otras plantas en las cuales una chispa producida por piezas de acero puede ocasionar una explosión o un incendio.
El berilio tiene muchos usos en la energía nuclear porque es uno de los materiales más eficientes para disminuir la velocidad de los neutrones, así como para reflejarlos. En consecuencia, se utiliza en la construcción de reactores nucleares como moderador y soporte, o en aleaciones con elementos combustibles.

## Denominaciones
- N.º CAS: 7440-41-7
- Nombre registrado: Berilio
- Nombre químico: Berilio
- Sinónimos, nombres comerciales:   Glucinio
- Nombre químico (alemán):  Berryllium
- Nombre químico (francés): Béryllium
- Nombre químico (inglés): Beryllium
- Aspecto general: Metal duro, brillante de color blanco plateado.

## Historia
El berilio (del griego βηρυλλος berilo) o glucinio (del inglés glucinium y este del griego γλυκυς, dulce) por el sabor de sus sales, fue descubierto por Louis Nicolas Vauquelin en 1798 en Francia en forma de óxido en el berilo y la esmeralda. Friedrich Wöhler y Antoine Bussy de forma independiente aislaron el metal en 1828 mediante reacción de potasio con cloruro de berilio.

## Abundancia y obtención

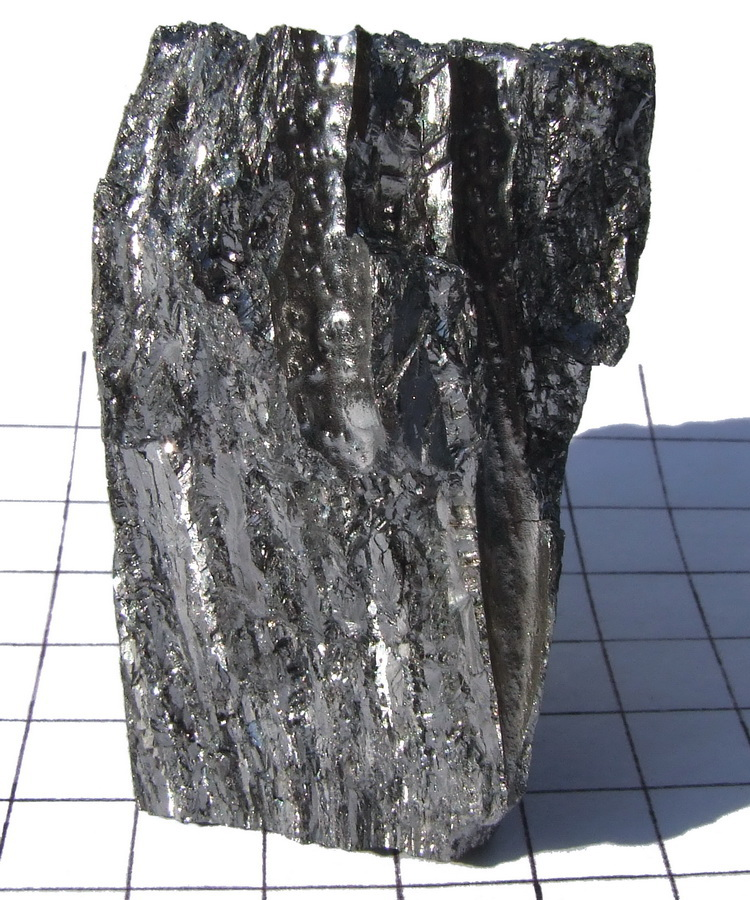
Cristal de berilio puro.

El berilio se encuentra en 30 minerales diferentes. Entre los más importantes, están el berilo y la bertrandita, principales fuentes del berilio comercial, o el crisoberilo y la fenaquita. Actualmente, la mayoría del metal se obtiene mediante reducción de fluoruro de berilio con magnesio. Las formas preciosas del berilo son el aguamarina y la esmeralda.

## Isótopos
El 9Be es el único isótopo estable. El 10Be se produce en la atmósfera terrestre mediante el proceso de espalación (fragmentación) inducido por el bombardeo de radiación cósmica de alta energía sobre los núcleos del oxígeno y nitrógeno. Dado que el berilio tiende a existir en disolución acuosa con niveles de pH menores de 5.5, este berilio atmosférico formado es arrastrado por el agua de lluvia (cuyo pH suele ser inferior a 5.5); una vez en la tierra, la solución se torna alcalina precipitando el berilio que queda almacenado en el suelo durante largo tiempo (periodo de semidesintegración de 1,387(12) millones de años) hasta su transmutación en 10B. El 10Be y sus productos hijo se han empleado para el estudio de los procesos de erosión, formación a partir de regolito y desarrollo de suelos lateríticos, reciclado de sedimento submarino durante la subducción de placas tectónicas, así como las variaciones en la actividad solar y la edad de masas heladas.
El hecho de que el 7Be y el 8Be sean inestables tiene profundas consecuencias cosmológicas, ya que ello significa que elementos más pesados que el berilio no pudieron producirse por fusión nuclear en el big bang. Más aún, los niveles energéticos nucleares del 8Be son tales que posibilitan la formación de carbono y con ello la vida (véase proceso triple alfa).

## Toxicología

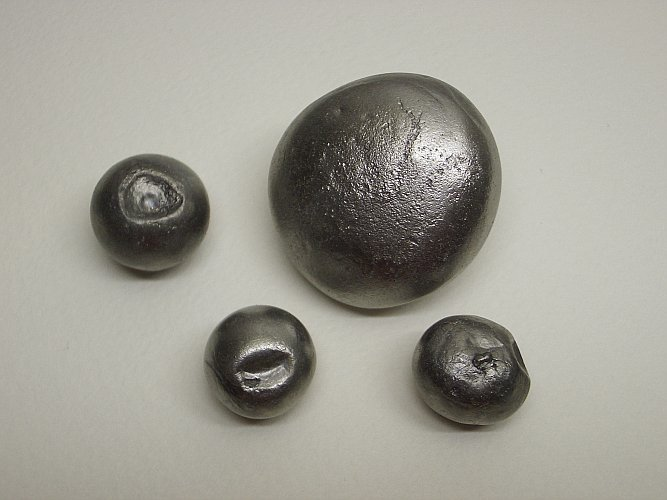
Pepitas de berilio

En el espectro de enfermedades causadas por la exposición al berilio existen dos grupos, dependiendo del grado de exposición:
1) Beriliosis aguda (Neumonitis química aguda).
2) Enfermedad granulomatosa crónica o EGC (CGD por sus siglas en inglés).
Posiblemente haya otras enfermedades atribuibles a la exposición crónica (nefropatías, patologías cardiovasculares, cáncer de pulmón y cáncer de la cavidad bucal). 
Las enfermedades causadas por la exposición al berilio han sido descritas principalmente en el área ocupacional, ya sea por exposición directa en diferentes industrias o por exposición indirecta. Dentro de las industrias que potencialmente pueden causar una exposición al berilio encontramos las industrias que fabrican equipos espaciales y la explotación minera del berilio. 

### Historia
Los daños en la salud resultantes de la exposición se consideran enfermedades profesionales y, como tales, fueron descritos por primera vez en trabajadores de una fábrica de lámparas fluorescentes de Massachusetts en 1946 por los investigadores Hardy y Tabershaw. Los investigadores describieron 17 casos en los cuales los trabajadores desarrollaron síntomas 6 meses después de la exposición inicial al berilio. Los pacientes presentaban una patología avanzada, con síntomas graves. Los síntomas descritos por los investigadores fueron: anorexia (presente en los 17 pacientes), 16 sufrieron pérdida de peso, 15 tenían disnea y 13 se quejaban de tos. En examen físico, 13 presentaban crepitación, 10 tenían taquicardia, 9 tenían fiebre, 5 presentaban cianosis, otros 5, edemas, y 2 presentaban  acropaquia. Los pacientes identificados fueron solo aquellos que tenían patologías graves. Aunque la utilización de berilio en la fabricación de dichas lámparas se interrumpió en 1949, aún existe un riesgo de exposición continuada para los trabajadores de las industrias nuclear, aeroespacial, telecomunicaciones, electrónica, biomédica o metalúrgica.

### Toxicocinética
La principal vía de exposición a los compuestos del berilio es la vía inhalatoria. La absorción es lenta, con un pico de concentraciones máximo a los 10 días. Otras vías, como la oral o la transdérmica, son bastante menos importantes, ya que, en condiciones normales, solo se absorbería aproximadamente el 1 % del berilio metálico, pero la presencia de sales solubles, así como las lesiones cutáneas, pueden aumentar la fracción absorbida.
Una vez en la circulación sistémica, se uniría en gran medida a proteínas plasmáticas, en concreto las prealbúminas y las globulinas.
El berilio se acumula principalmente en los huesos y, en casos de exposición inhalatoria, sobre todo en los pulmones. No obstante, también se ha visto la posibilidad de que se acumule en otros órganos, como el hígado, los nodos linfáticos, el bazo, el corazón, los músculos esqueléticos, la piel y los riñones en proporciones menores.
Se elimina por la orina en pequeñas cantidades, directamente proporcionales a las dosis de exposición. Los datos sobre su semivida de eliminación en ratas son poco concluyentes, pero indican que ésta puede estar entre 1-60 días y 0,6-2,3 años, dependiendo de la vía de administración, el compuesto químico exacto y el proceso de obtención del mismo. Por ejemplo, se ha visto que los sulfatos se eliminan más rápidamente que los óxidos, y que hay diferencias también entre el óxido de berilio si ha sido calcinado a 500 °C o a 1000 °C. En humanos, se cree que podría ser mayor, ya que se han encontrado depósitos de berilio en los pulmones de trabajadores expuestos años después de cesar dicha exposición.

### Epidemiología
Según las estimaciones, en los Estados Unidos, el número de trabajadores expuestos al berilio rondaría los 800 000 entre 1960 y 1970. Un estudio más reciente estima la existencia de sensibilización en 134 000 empleados expuestos en 1996.
Para desarrollar EGC, es necesario que las personas expuestas desarrollen sensibilización al berilio. La proporción en la cual los trabajadores puedan llegar a sensibilizarse al berilio depende en gran medida de factores genéticos. Un estudio encontró que la prevalencia de la sensibilización al berilio es de 9-19 %, dependiendo de la industria.

### Efectos tóxicos

#### Toxicidad dérmica
Son los efectos tóxicos más comunes de la exposición al berilio y se da principalmente por el contacto local con compuestos solubles.
El contacto superficial puede provocar conjuntivitis y dermatitis papulovesicular, que a veces puede confundirse con una respuesta inflamatoria de tipo alérgico. Si, en vez de un contacto superficial, lo que se produce es una acumulación de berilio insoluble en la dermis, se originan lesiones granulomatosas alrededor del infiltrado, que pueden conllevar la aparición de lesiones ulcerantes o necrotizantes. En ciertos casos, también pueden darse reacciones de hipersensibilidad tipo IV por el contacto del berilio con la piel.

#### Neumonitis química aguda
Se trata de una reacción inflamatoria generalizada del tracto respiratorio (incluyendo cavidad nasal, faringe, vías aéreas traqueobronquiales y alveolos) en respuesta a la presencia de berilio o algunos de sus compuestos derivados y que se produce de manera inmediata tras la inhalación. Esta situación era bastante común durante la extracción del mineral.
La enfermedad suele remitir en semanas o meses, aunque en casos de exposición alta puede ser fulminante. También es de destacar que alrededor del 15-20 % de los casos acaba derivando en enfermedad granulomatosa crónica.

#### Enfermedad granulomatosa crónica
También conocida como beriliosis, EGC o CBD por sus siglas en inglés (Chronic Beryllium Disease), fue la primera enfermedad descrita relacionada con la exposición sistemática a sales de berilio (principalmente el óxido de berilio). Se estima que entre el 1 y el 15 % de la población que se encuentra expuesta de manera continuada desarrolla una sensibilización.
Se trata de una enfermedad causada por una respuesta de hipersensibilidad pulmonar debida a la exposición continuada a partículas de berilio por vía inhalatoria, aunque en ocasiones se puede desarrollar tras una sola exposición. Esta respuesta inmunitaria está mediada por linfocitos T y citokinas, como TNF-α e interleucina-2.
La enfermedad suele cursar con inflamación granulomatosa pulmonar, disnea de esfuerzo, tos, dolor torácico, pérdida de peso, fatiga y debilidad generalizada. El signo más característico de esta enfermedad es el aumento de la fibrosis intersticial, que se traduciría en una pérdida de la funcionalidad alveolar, una disminución de la efectividad del intercambio gaseoso a nivel pulmonar y, en consecuencia, un aumento de la disfunción respiratoria. A largo plazo se ha observado que también puede aparecer hipertrofia ventricular derecha. En casos graves, se ha llegado a observar cianosis y osteoartropatía hipertrófica.
Por rayos X se pueden apreciar, en los alveolos, pequeños granulomas intersticiales, similares a los de sarcoidosis, lo que hace que en ocasiones se confunda con esta enfermedad cuando la sintomatología aún no está demasiado definida.

#### Carcinogenicidad
El berilio ha sido clasificado como un compuesto carcinogénico dentro de la categoría 1 de la IARC, o lo que es lo mismo, existen pruebas concluyentes de su capacidad carcinogénica tanto en animales como en humanos.

### Límites de exposición
La ACGIH del 2017 define un TLV-TWA para el berilio y compuestos de berilio de 0,00005 mg/m³, además de ser catalogado como un agente cancerígeno A1 (el agente es cancerígeno en humanos basado en cantidad de evidencia de estudios epidemiológicos).